# 孔雀河烽燧群
孔雀河烽燧群是分布于尉犁县、库尔勒市孔雀河沿岸荒漠地带的汉代烽燧群。

## 地理信息
烽燧的走向由罗布泊沿孔雀河故道延伸至今库尔勒附近。烽燧东西长150公里，间距530公里。

## 历史文献
范曄.  . 维基文库. 初开河西，列置四郡，通道玉门，隔绝羌胡，使南北不得交关。于是障塞亭燧出长城外数千里。
关于孔雀河烽燧群的建设，汉书记载有：
汉武帝征和四年，桑弘羊奏言：班固.  . 维基文库. 連城而西，以威西國，然武帝下诏驳斥：班固.  . 维基文库. 今請遠田輪台，欲起亭隧，是擾勞天下，非所以優民也。今朕不忍聞。，后汉昭帝元凤四年，班固.  . 维基文库. 昭帝乃用桑弘羊前議，以杅彌太子賴丹為校尉，將軍田輪台，輪台與渠犁地皆相連也。。其中现存在孔雀河故道附近的11做烽燧遗址组成了孔雀河烽燧群。
并且司马迁.  . 维基文库. 西至盐水，往往有亭。里的“盐水”的所在地便在今日孔雀河附近，“往往有亭”是指孔雀河沿岸分布的汉代烽燧。

## 考察与现状
罗布泊至渠犁的烽燧前后共发现十五处烽燧遗址，其中十一处为孔雀河烽燧群分别为营盘烽燧、兴地1号烽燧、兴地2号烽燧、兴地3号烽燧、脱西克吐尔烽燧、脱西克吐尔西烽燧、卡勒泰烽燧、沙鲁瓦克烽燧、萨其该烽燧、孙基烽燧、亚克伦烽燧 （或称 “雅库伦烽燧”）。部分烽燧受到不同程度风蚀导致其倒塌，部分形制呈土墩状。胡杨木、芦苇及红柳枝等作为烽燧土坯层的主要建筑材质，少量烽燧为夯土版筑，与敦煌汉长城烽燧相同	。
2012年，该烽燧群被列入《国家“十二五”文化和自然遗产保护设施建设规划》。